# 奈傑爾·理查茲
奈傑爾·理查茲（Nigel Richards，1967年—）是著名新西蘭的圖版遊戲Scrabble的高手。理查茲出生於基督城，1997年起成為職業選手，多年來曾贏得三個世界冠軍及五個全美冠軍，2015年更贏得首個法語的Scrabble世界冠軍，成為首名同時贏得英語和法語世界冠軍的選手。2000年旅居馬來西亞吉隆坡。

## 成就
- 三次 Scrabble世界大賽冠軍(2007, 2011, 2013)
- 一次法語Scrabble世界大賽冠軍 (2015)
- 五次Scrabble全美大賽冠軍 (2008, 2010, 2011, 2012, 2013)
- 十一次泰國國際賽冠軍 (1999, 2000, 2001, 2002, 2004, 2006, 2007, 2011, 2013, 2014, 2015)
- 三次泰國國際賽亞軍 (1999, 2005, 2008)
- 十一次新加坡公開賽冠軍(2000, 2000, 2001, 2002, 2004, 2006, 2007, 2011, 2013, 2014, 2015)
- 六次英國公開賽冠軍 (2008, 2010, 2011, 2012, 2013, 2014)